# Nadia Bonfini
Nadia Bonfini (* 28. Januar 1965 in Tarvisio) ist eine ehemalige italienische Skirennläuferin. Ihre Spezialdisziplin war der Slalom.

## Biografie
Erste Erfolge feierte Bonfini bei den Juniorenweltmeisterschaften 1983 in Sestriere, wo sie den 5. Platz im Slalom erreichte und im Riesenslalom auf Rang 15 fuhr. In ihrer relativ kurzen Weltcupkarriere erreichte sie am 15. Dezember 1985 mit dem dritten Platz im Slalom von Savognin erstmals das Podest, dieses Resultat konnte sie am 9. Februar 1986 mit dem zweiten Platz in Vysoké Tatry noch überbieten. Damit wurde sie in der Saison 1985/86 13. in der Slalomwertung. Im folgenden Winter gelangen ihr noch zwei Top-10-Plätze, ehe sie am 28. Februar 1987 ihr letztes Weltcuprennen bestritt. Im Jahr 1986 wurde sie italienische Meisterin im Slalom.
Bei Großereignissen hatte Bonfini keinen Erfolg: Bei den Weltmeisterschaften 1987 in Crans-Montana fiel sie im zweiten Slalomdurchgang aus. Auch bei den Olympischen Winterspielen 1988 in Calgary erreichte sie nie das Ziel: Im Slalom schied sie im zweiten Lauf aus, im Riesenslalom wurde sie nach dem ersten Durchgang disqualifiziert.

## Erfolge

### Weltcup
- 2 Podestplätze

### Juniorenweltmeisterschaften
- Sestriere 1983: 5. Slalom, 15. Riesenslalom

### Italienische Meisterschaften
- Italienische Meisterin im Slalom 1986